# Nîjnokurhanne, Simferopol
Nîjnokurhanne (în ucraineană Нижньокурганне) este un sat în comuna Donske din raionul Simferopol, Republica Autonomă Crimeea, Ucraina.

## Demografie
Componența lingvistică a localității Nîjnokurhanne
     Rusă (74,29%)
     Tătară crimeeană (17,14%)
     Ucraineană (8,57%)
Conform recensământului din 2001, majoritatea populației localității Nîjnokurhanne era vorbitoare de rusă (74,29%), existând în minoritate și vorbitori de tătară crimeeană (17,14%) și ucraineană (8,57%).